# Nati nel 1419
| Questa pagina contiene informazioni ricavate automaticamente dalle voci biografiche con l'ausilio del template Bio e di un bot. L'aggiornamento è periodico e automatico e ricostruisce completamente la pagina. Se manca una persona in questa lista, sei pregato di non aggiungerla, ma accertati piuttosto che la sua voce biografica contenga il template Bio e che i dati anagrafici siano correttamente compilati. Se il template Bio manca, inseriscilo tu stesso o, in alternativa, metti l'avviso {{tmp\|Bio}} che ne segnala la mancanza. Se i dati riportati sono sbagliati, correggi direttamente la voce biografica; le modifiche saranno visibili in questa lista entro pochi giorni. Per chiarimenti vedi il progetto biografie. La lista contiene solo le 20 persone che sono citate nell'enciclopedia e per le quali è stato implementato correttamente il template Bio. Pagina aggiornata al 10 ago 2025. |

- 16 febbraio - Giovanni I di Kleve, duca († 1481)
- 21 febbraio - Giovanni Emo, ambasciatore, diplomatico e militare italiano († 1483)
- 2 marzo - Lucia d'Este, nobildonna italiana († 1437)
- 7 marzo - Matilde del Palatinato, nobile e mecenate tedesca († 1482)
- 24 marzo - Ginevra d'Este, nobildonna († 1440)
- 3 giugno - Agostino Barbarigo, doge († 1501)
- 10 luglio - Go-Hanazono, imperatore giapponese († 1471)
- 7 settembre - Isabella Paleologa, nobile († 1475)
- 24 settembre - Anna di Cipro, nobile († 1462)
- 30 settembre - Simone Beccadelli di Bologna, arcivescovo cattolico e politico italiano († 1465)
- 7 ottobre - Niccolò Forteguerri, cardinale e vescovo cattolico italiano († 1473)
- Braccio Baglioni, condottiero italiano († 1479)
- Filippo Borromeo, nobile, politico e banchiere italiano († 1469)
- Pier Filippo Corneo, giurista e ambasciatore italiano († 1492)
- Giovanni de' Rossi, vescovo cattolico italiano († 1493)
- Giovanni Garzoni, medico, storico e umanista italiano († 1505)
- Juan Pacheco, nobile e politico spagnolo († 1474)
- Baldassarre Ravaschieri, presbitero italiano († 1492)
- Vannetta Toschi, nobile italiana († 1475)
- Elisabetta di Baviera-Landshut, duchessa († 1451)